# Cebrio gandolphei
Cebrio gandolphei là một loài bọ cánh cứng trong họ Cebrionidae. Loài này được Guerin-Meneville miêu tả khoa học năm 1859.